# آندرانیک ایوسیفیان
آندرانیک قوندی ایوسیفیان (ارمنی: Անդրանիկ Ղևոնդի Իոսիֆյան؛ انگلیسی: Andronik Iosifyan؛ ۲۱ ژوئیهٔ ۱۹۰۵ – ۱۳ آوریل ۱۹۹۳) مهندسی برق اهل ارمنستان بود. 
ایوسیفیان در دانشگاه تحصیل کرده و پس از فارغ‌التحصیلی به عنوان مهندس برق در صنعت کار کرد. او به خاطر کارهای مهمی که در زمینه برق و الکترونیک انجام داده بود، شناخته شده است. او به عنوان یکی از بنیانگذاران صنعت برق و الکترونیک در ارمنستان شناخته می‌شود.
ایوسیفیان در طول زندگی خود به تحقیق و توسعه در زمینه برق و الکترونیک، و تولید و توسعه انواع ابزار دقیق و تجهیزات برقی اختصاص داده بود. او برای کشور خود ارمنستان و صنعت برق و الکترونیک جهان، به عنوان یکی از مهم‌ترین فردان در این صنعت شناخته می‌شود.
وی برندهٔ جوایزی همچون جایزه لنین، نشان لنین، نشان انقلاب اکتبر، مدال دفاع از مسکو، و جایزه دولتی اتحاد شوروی شده است.
وی در گورستان ترویکوروفسکوی به خاک سپرده شد.

## نگارخانه

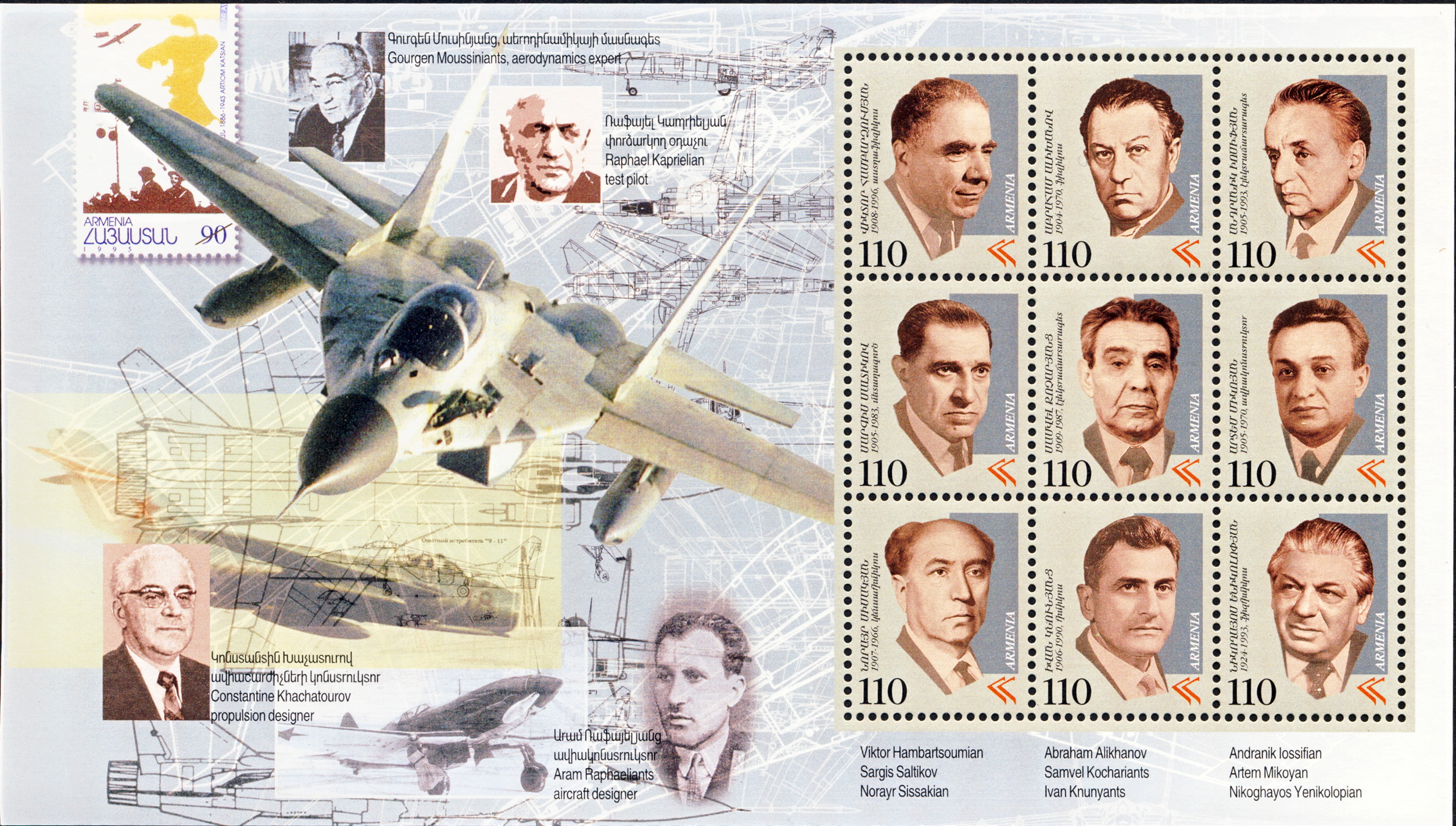
تمبر یادبود ارمنستان

- پرونده:Անդրանիկ Իոսիֆյան.jpg